# Улоговина Адлівуна
Улоговина Адлівуна (англ. Adlivun Cavus) — улоговина на Плутоні, глибока низина в рельєфі, що розташована на півдні від рівнини Супутника в області Томбо. Її названо МАСом 8 серпня 2017 року на честь Адлівуна – потойбіччя в ескімоській мітології. 